# (181492) 2006 UU1
(181492) 2006 UU1 — астероїд головного поясу, відкритий 16 жовтня 2006 року.
Тіссеранів параметр щодо Юпітера — 3,338.